# Hôtel de Jean Bolé
Pour les articles homonymes, voir Bolé.
L’hôtel de Jean Bolé se situe au no 4 rue Jules-Chalande, dans le centre historique de Toulouse. Une première demeure est construite en 1477 pour le marchand Pierre Séguy. Rachetée par le capitoul Jean Bolé au milieu du XVIe siècle, elle est profondément remaniée entre 1549 et 1562 pour y aménager un hôtel particulier. 
L'hôtel garde l'aspect qu'il a pris après un certain nombre de remaniements classiques exécutés au XVIIIe siècle, mais il conserve dans la cour intérieure, sur la façade nord, des éléments de style Renaissance. L'élément le plus spectaculaire de l'hôtel reste cependant la tour d'escalier octogonale, de style gothique, édifiée pour Pierre Séguy à la fin du XVe siècle.

## Histoire
En 1477, le marchand Pierre Séguy fait construire une demeure sur l'emplacement de plusieurs maisons brûlées lors du Grand incendie de Toulouse, en 1463. La maison passe à ses héritiers en 1489 et elle reste dans la famille jusqu'en 1549, date à laquelle un autre Pierre Séguy, marchand et seigneur de Chaussas, la vend au capitoul Jean Bolé. 
À partir de 1549, Jean Bolé réunit plusieurs bâtiments voisins pour la construction de son futur hôtel : la vieille Halle de la Poissonnerie, connue comme la Halle des Bancs Majous (emplacement de l'actuel no 18 rue Saint-Rome), qui vient d'être désaffectée, l'immeuble Séguy, et d'autres immeubles attenant (actuels no 2 rue Jules-Chalande et no 14 rue Saint-Rome). Les travaux se poursuivent jusqu'à une date inconnue, mais il est certain qu'ils sont achevés avant 1562. Jean Bolé ne conserve du logis de Pierre Séguy que la tour gothique et fait bâtir un vaste hôtel de style Renaissance. On sait par la chronique de Jean Bosquet que, lors des troubles que connaît la ville, le 14 mai 1562, un certain Jaccin, membre du parti protestant, est tué par un coup de mousquet tiré de l'hôtel de Jean Bolé.
En 1619, l'hôtel passe aux marchands Germain de Lézat et Pierre Massonié. Ce dernier, capitoul en 1618-1619. En 1654, il appartient à Pierre Louis Lombrail, seigneur de la Salvetat, conseiller au Parlement de 1644 à 1663, puis, en 1674, à son héritier Pierre de Lombrail, conseiller de 1674 à 1710. En 1711, il est entre les mains de Joseph-Gabriel de Lombrail. Après cette date, il sort de la famille : en 1734, il est acheté par Jean-François Forest, capitoul en 1741, peut-être responsable des remaniements que connaît l'hôtel au XVIIIe siècle.

## Description
L'édifice se compose de trois corps de bâtiment qui encadrent une cour intérieure. Le bâtiment sur la rue Jules-Chalande est un vaste bâtiment en briques élevé au milieu du XVIe siècle pour Jean Bolé, mais considérablement remanié au XVIIIe siècle. Il s'élève sur trois étages carrés. La porte cochère, décentrée, s'ouvre sous une arcade qui alterne la pierre et la brique, tandis qu'une porte latérale, à gauche, est aujourd'hui bouchée. Aux 1er et 2e étages, les fenêtres rectangulaires ont également été modifiées au XVIIIe siècle.
La façade postérieure de ce bâtiment, sur la cour, conserve une belle élévation de style Renaissance. Aux 2e et 3e étages, les deux travées sont séparées par des pilastres et surmontées d'arcades en anse de panier. Au rez-de-chaussée de la travée de droite, l'arcade, modifiée au XVIIIe siècle, est ornée d'un mascaron. 
Dans l'angle nord-est de la cour se dresse la tour gothique, construite pour Pierre Séguy vers 1477, mais aujourd'hui découronnée et couverte d'un toit en tuiles. La porte extérieure de la tour, qui a conservé ses boiseries gothiques, est surmontée d'un blason martelé, encadré dans une accolade à fleuron et flanquée de deux pinacles. L'escalier à vis en pierre compte 67 marches et éclairé par 5 étages de fenêtres aux larmiers à talons courbes. À hauteur de la 61e marche s'ouvre la porte de la tourelle, qui donne accès à deux salles supérieures et à la terrasse disparue. La voûte terminale de la vis est divisée par 9 arêtes qui reposent sur des culots représentant des animaux et des têtes humaines. À côté de la tourelle, deux fenêtres de l'ancien hôtel ont été conservées, mais elles ont perdu leurs meneaux gothiques.

## Galerie de photos

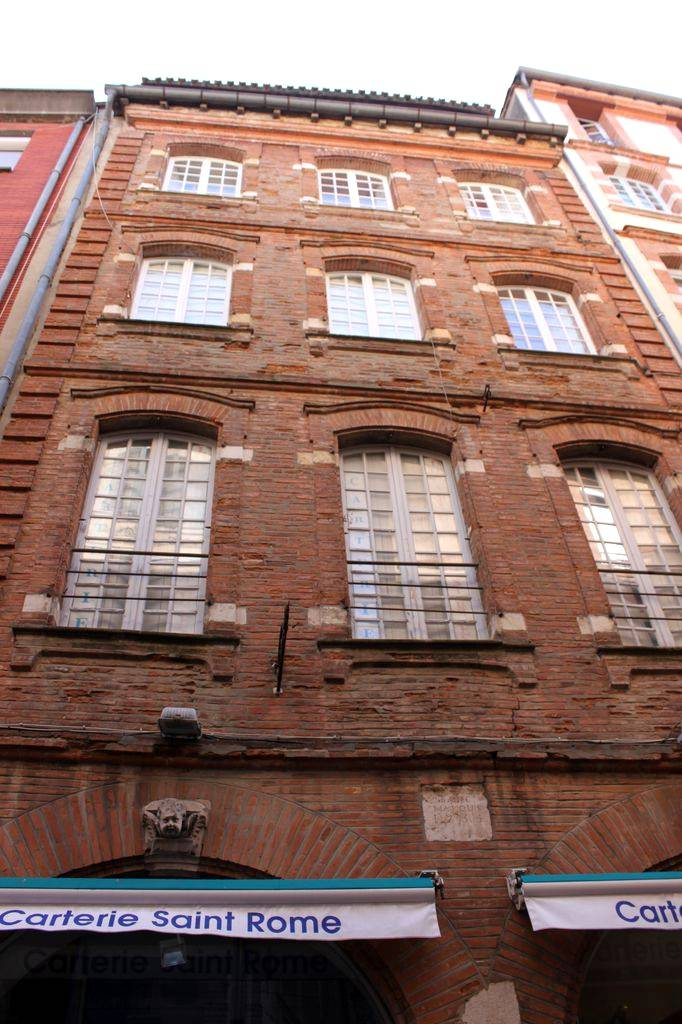
Façade sur rue de l'hôtel Bolé
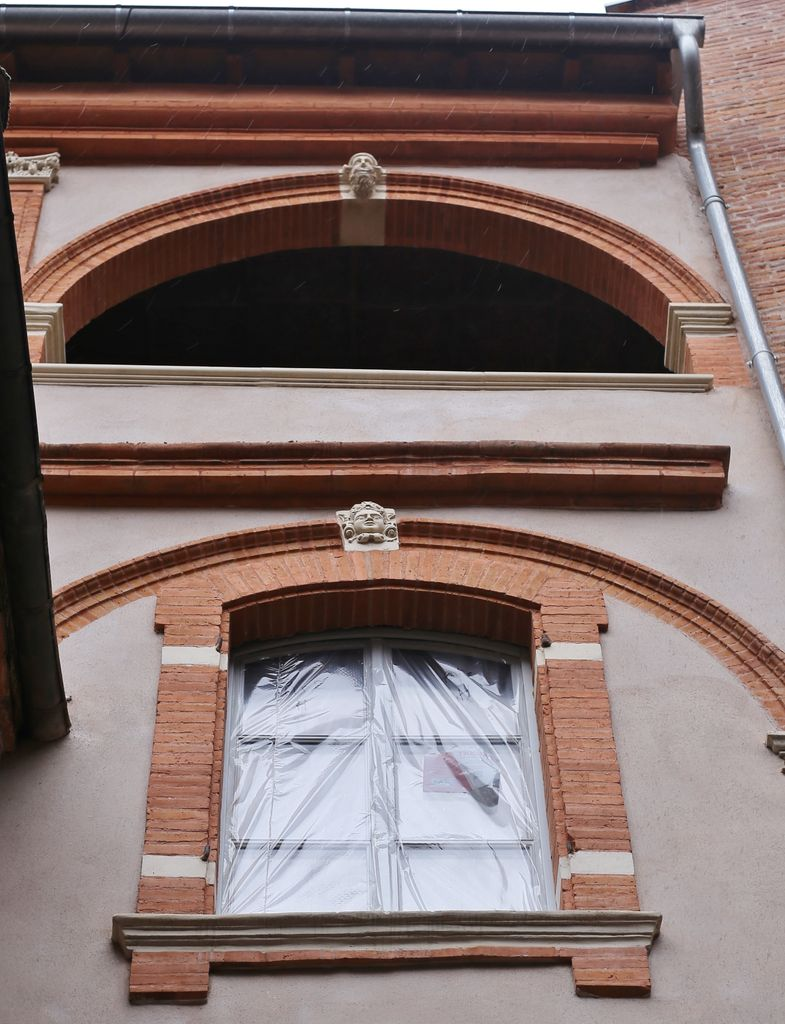
Fenêtres de l'hôtel Bolé (cour)
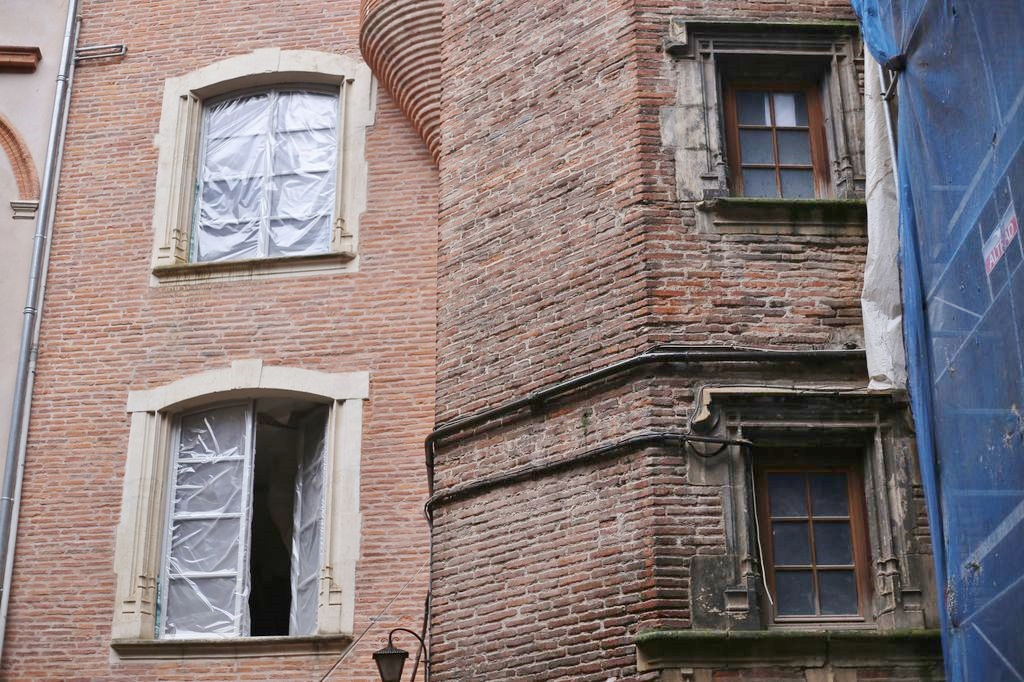
Fenêtres de l'hôtel Bolé (cour)
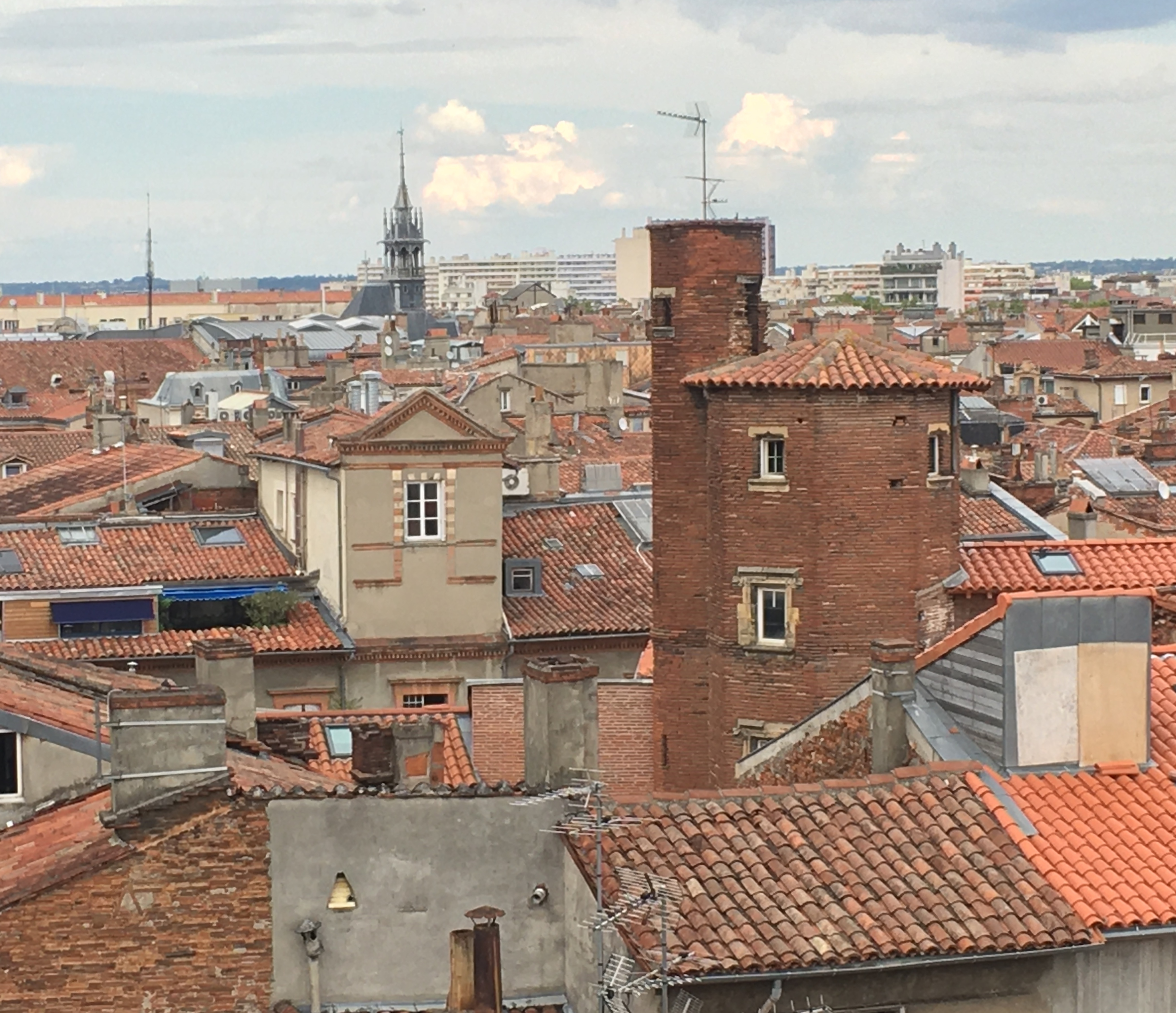
La tour au-dessus des toits
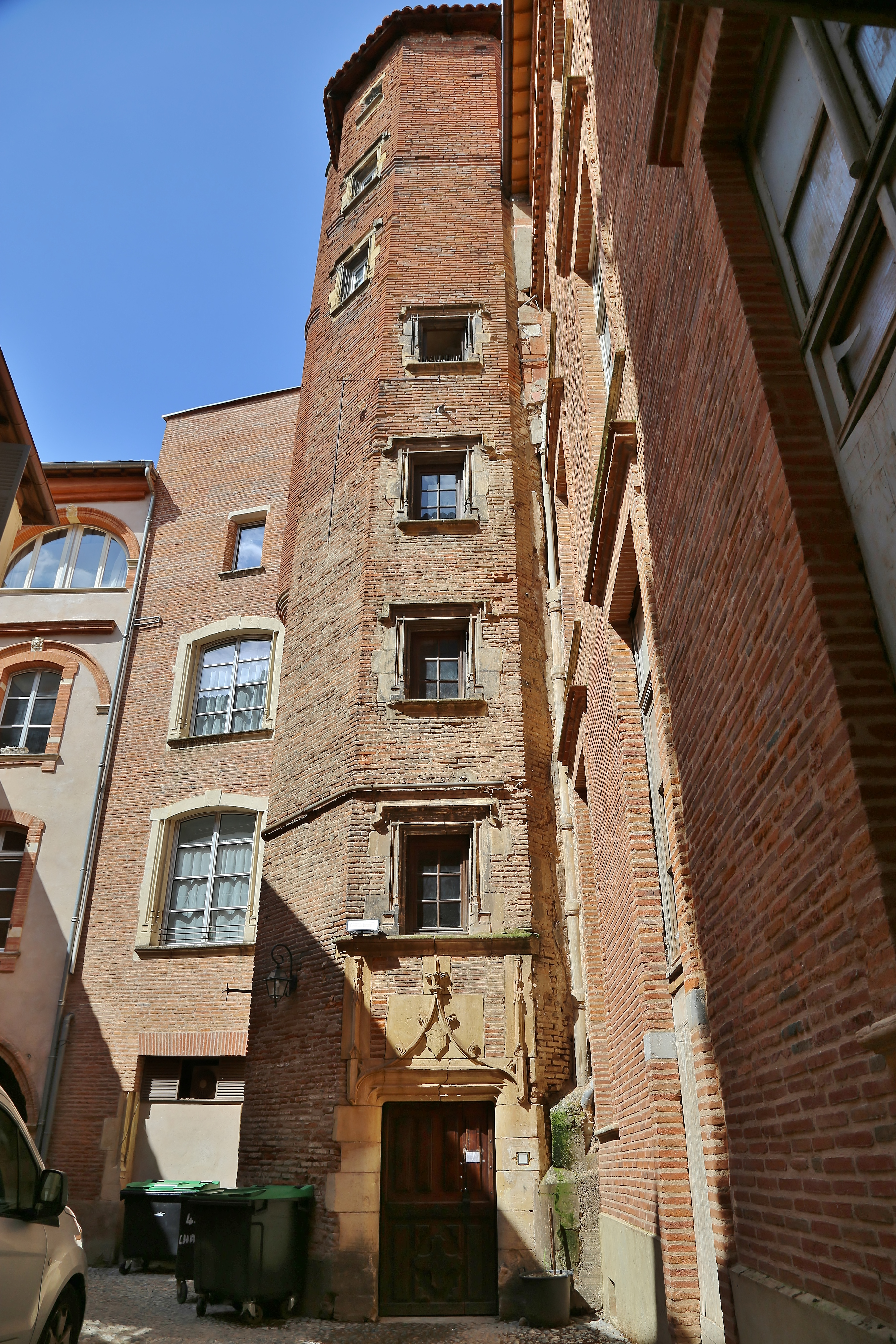
Tour de 1477 dans la cour
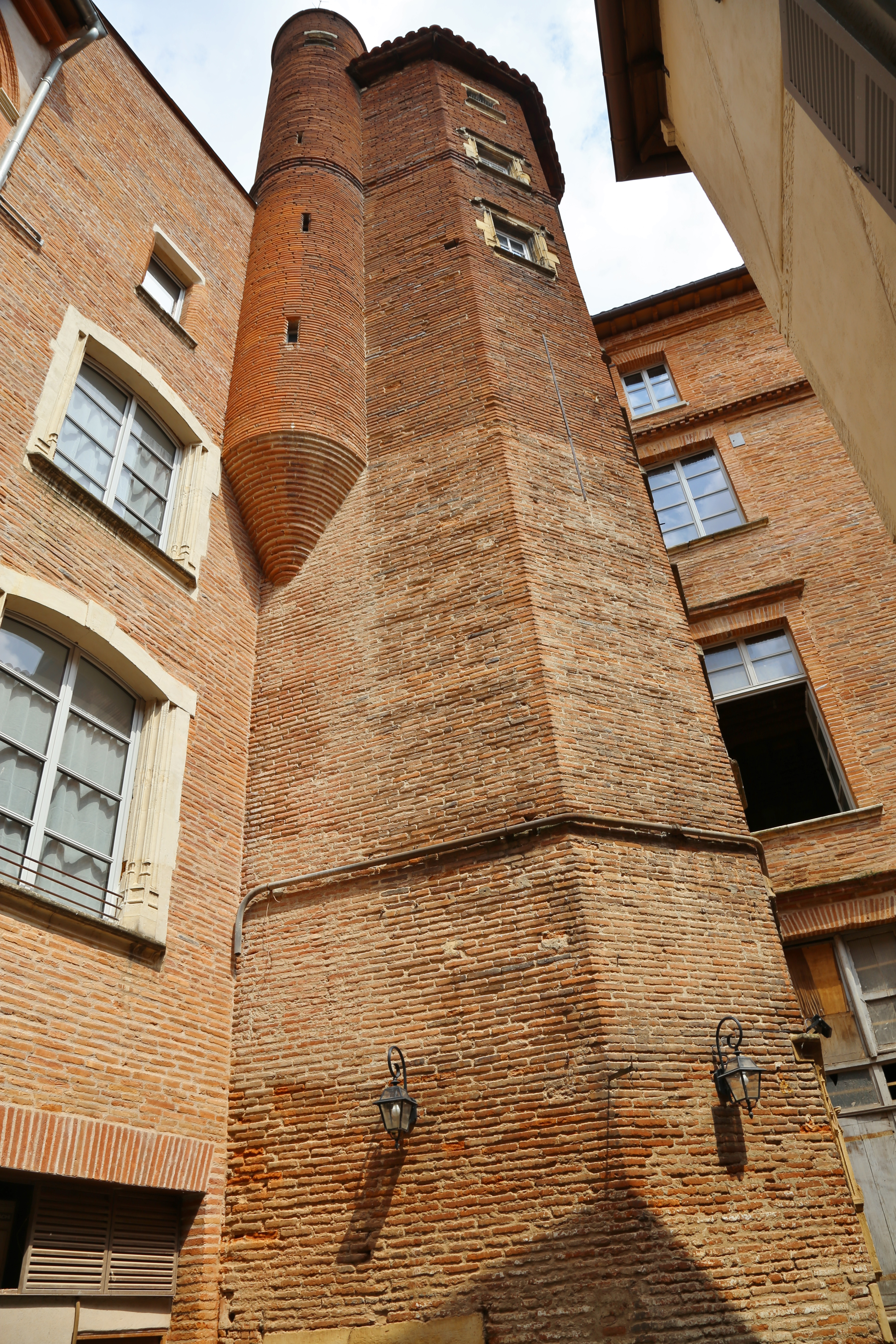
La tour
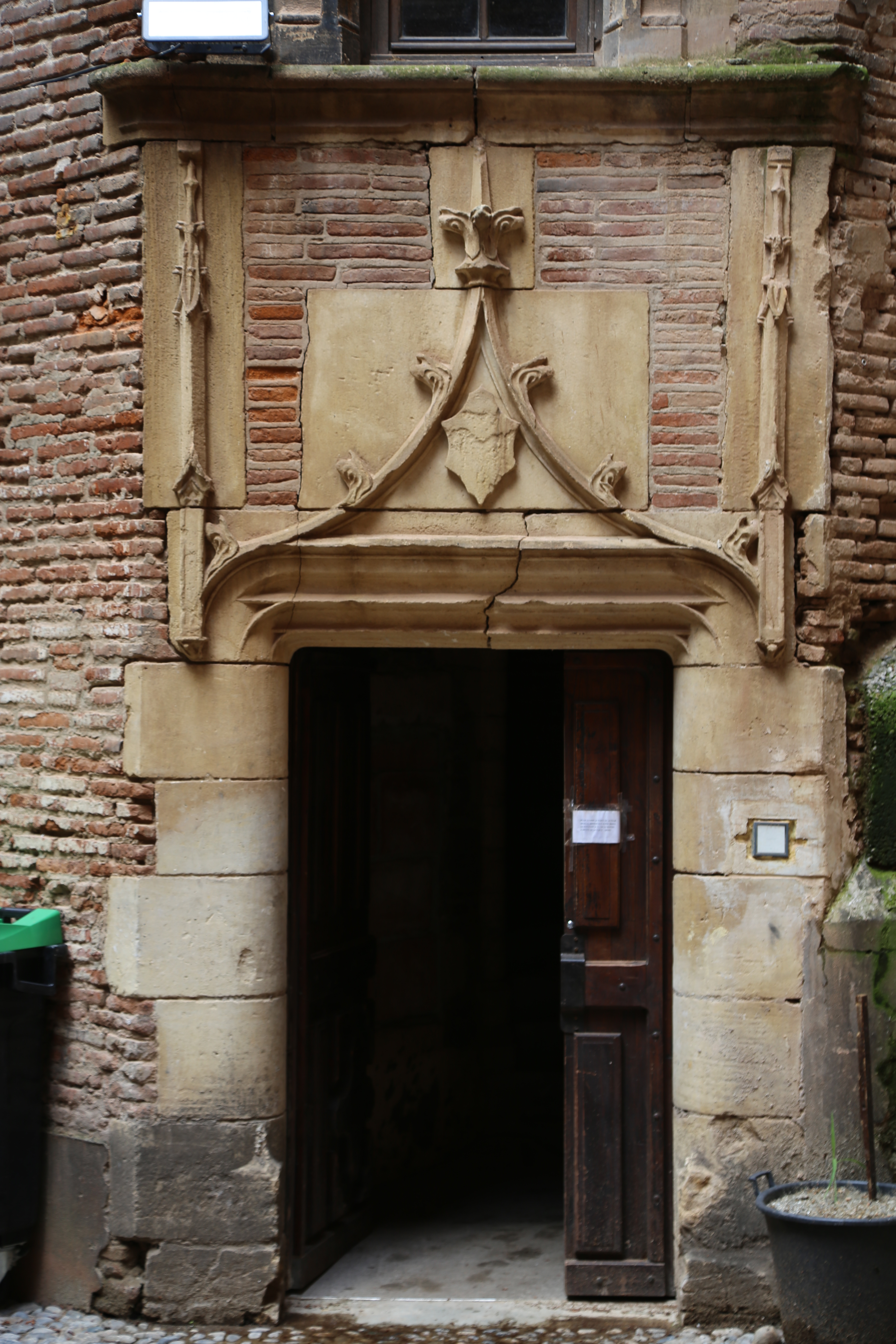
Porte de la tour
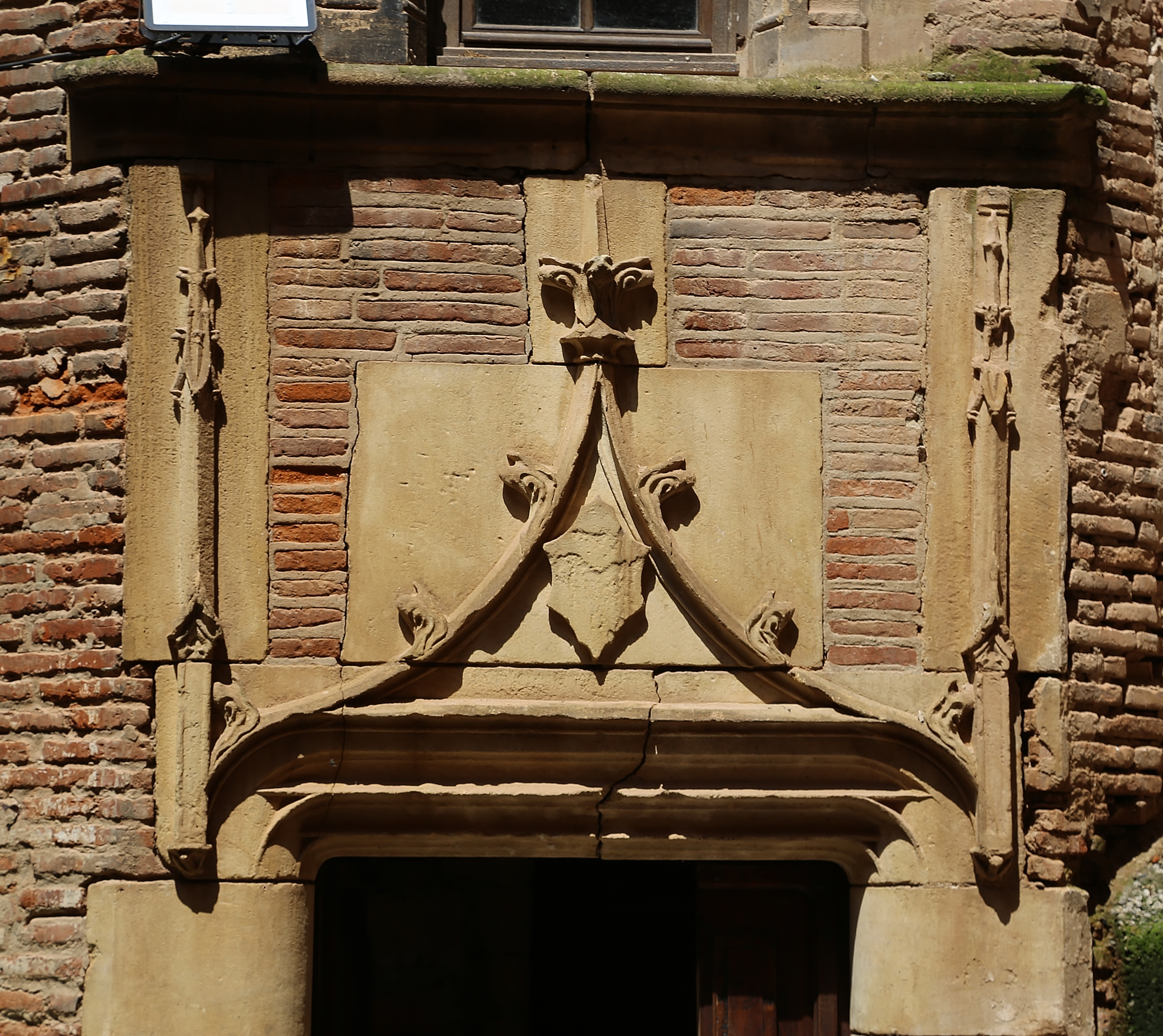
Décor gothique de la porte
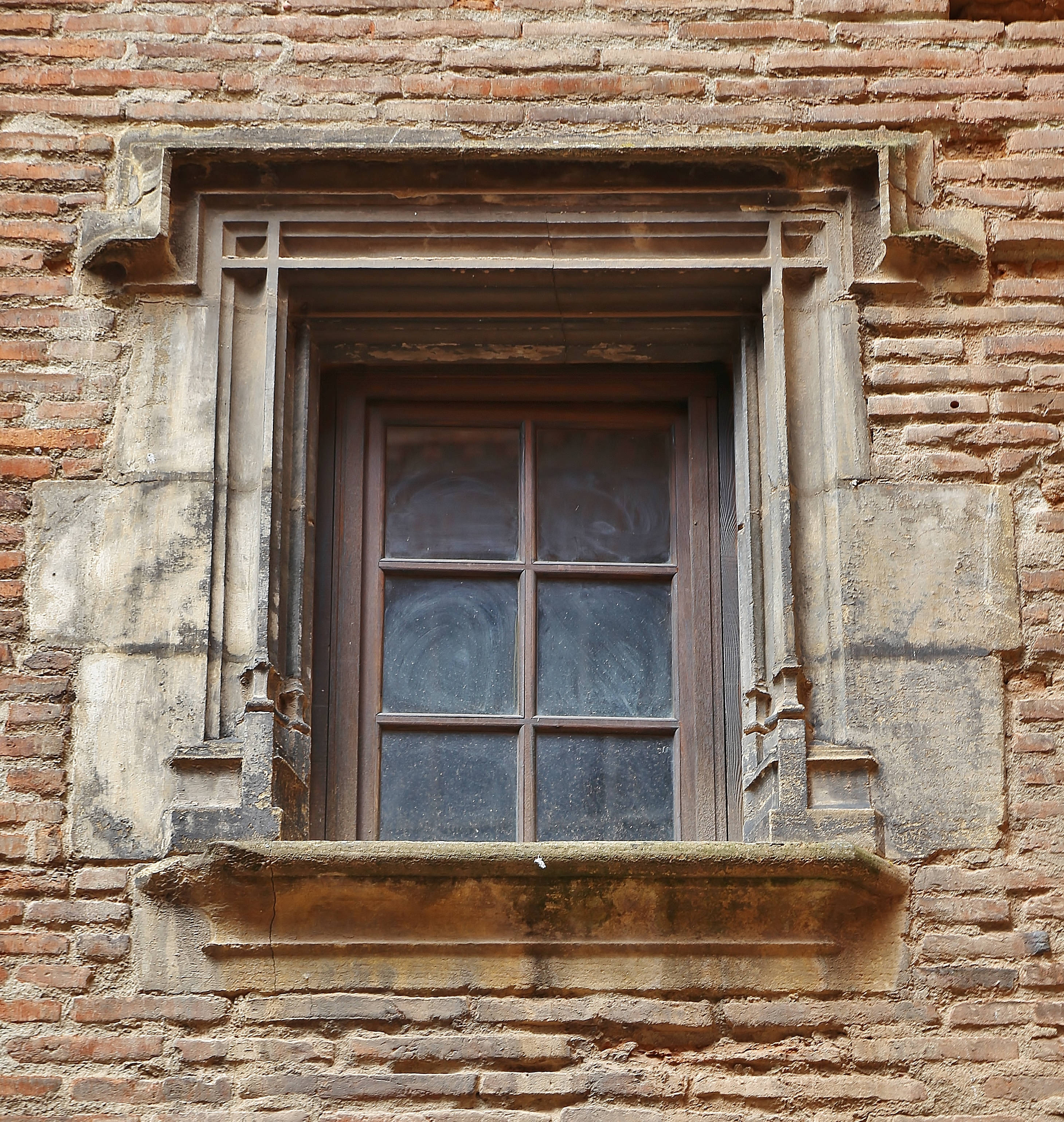
Fenêtre gothique de la tour
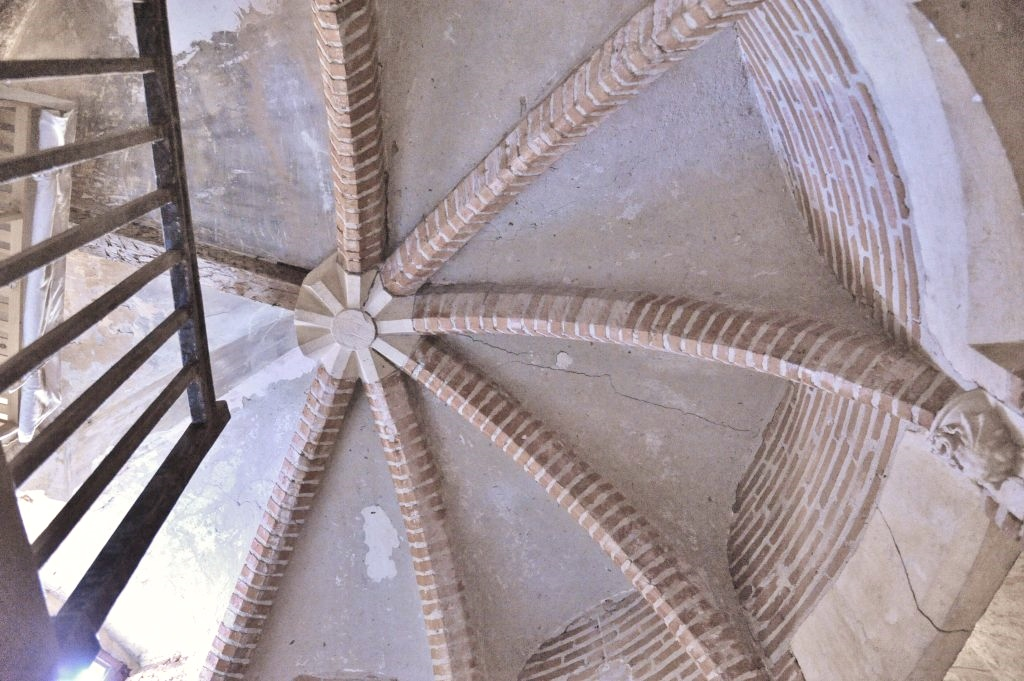
Voûte de la tour
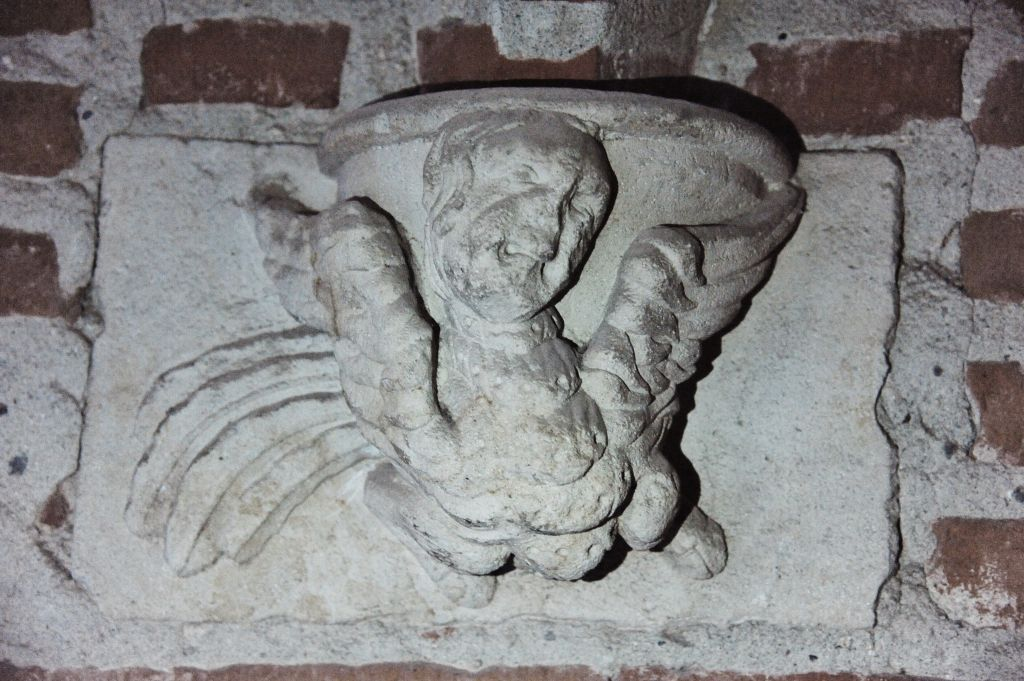
Culot sculpté de la tour
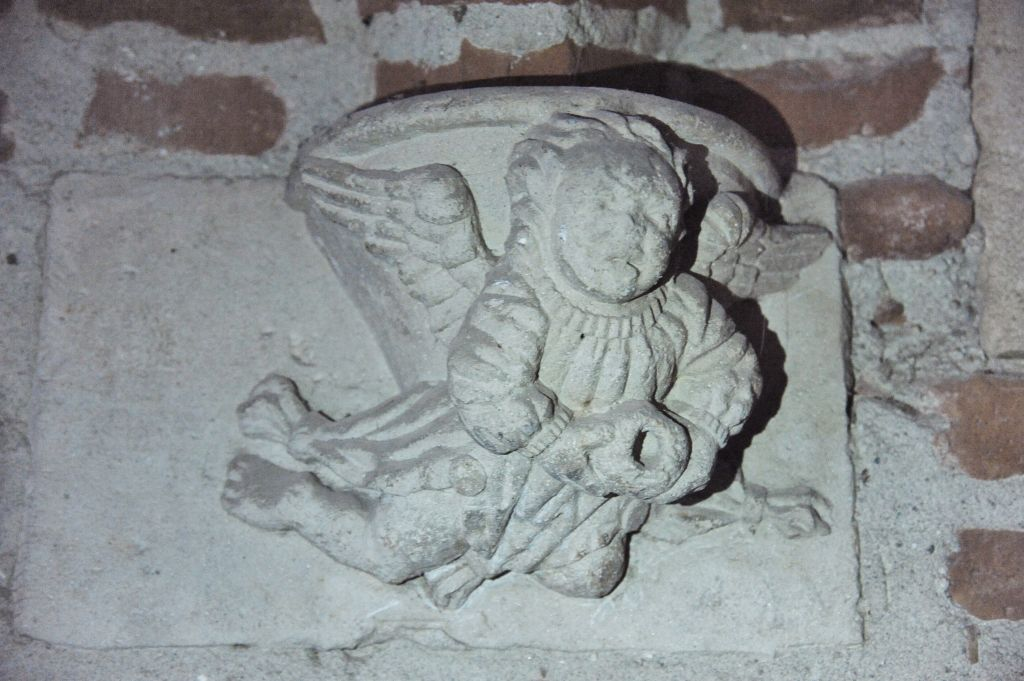
Culot sculpté de la tour
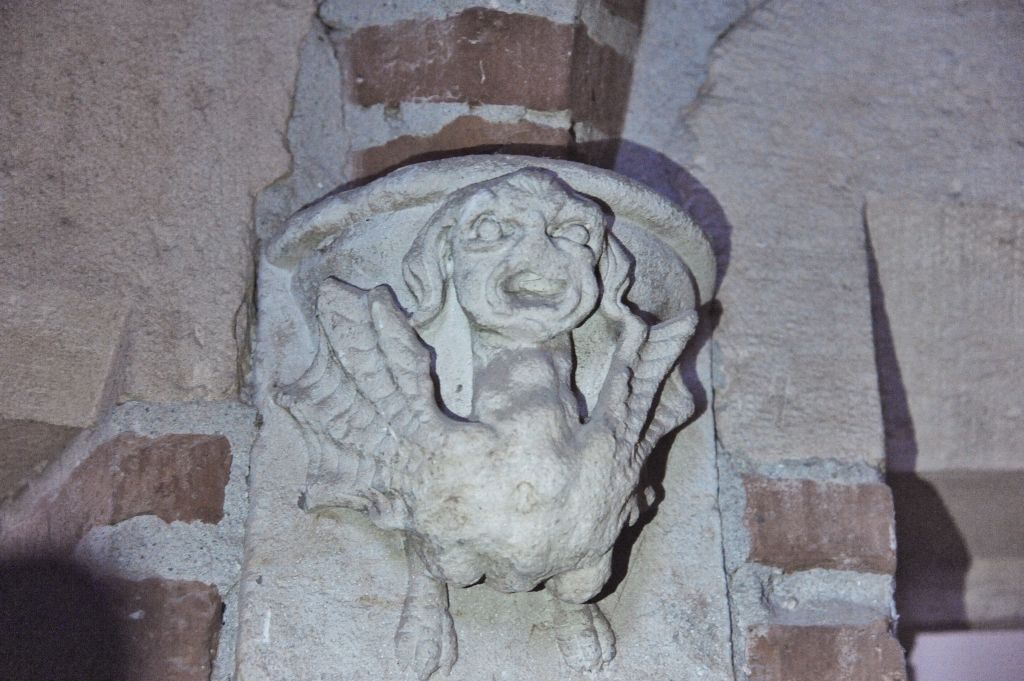
Culot sculpté de la tour
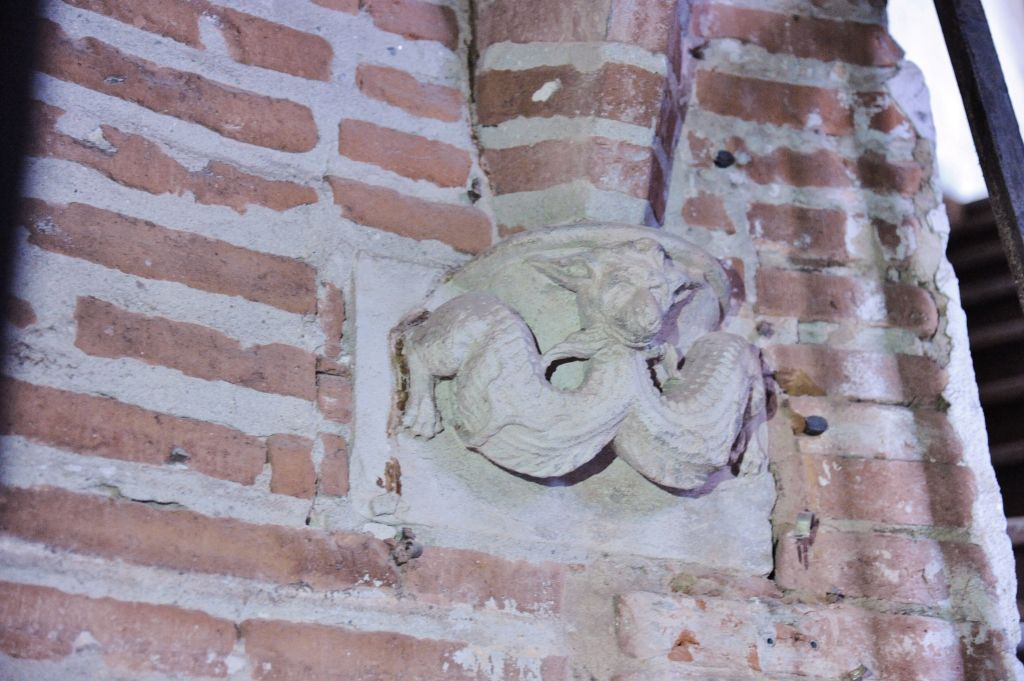
Culot sculpté de la tour
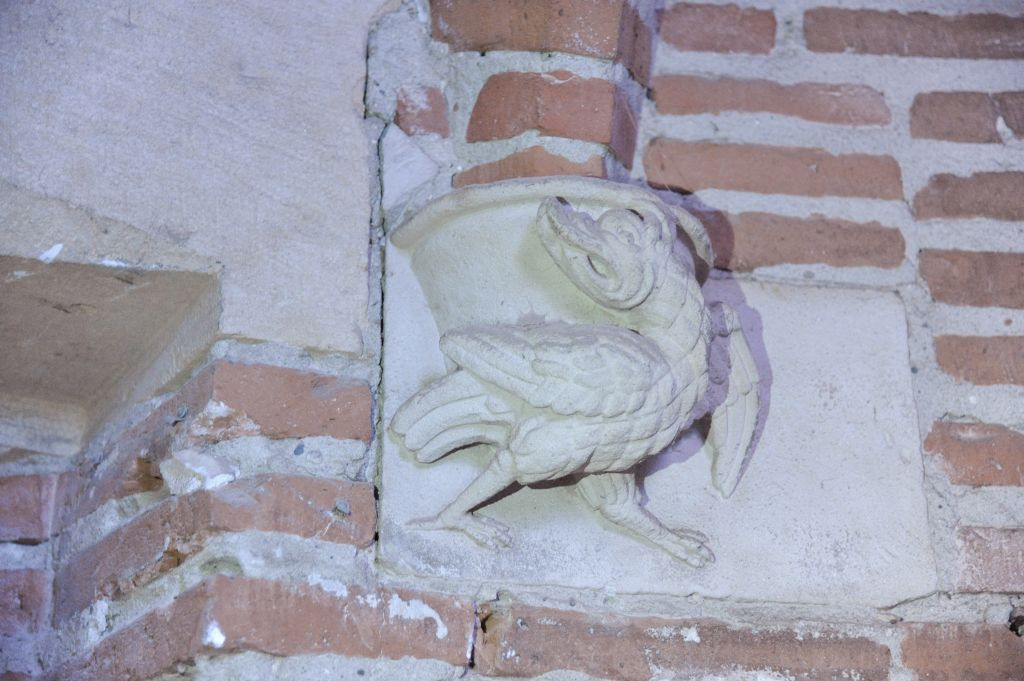
Culot sculpté de la tour
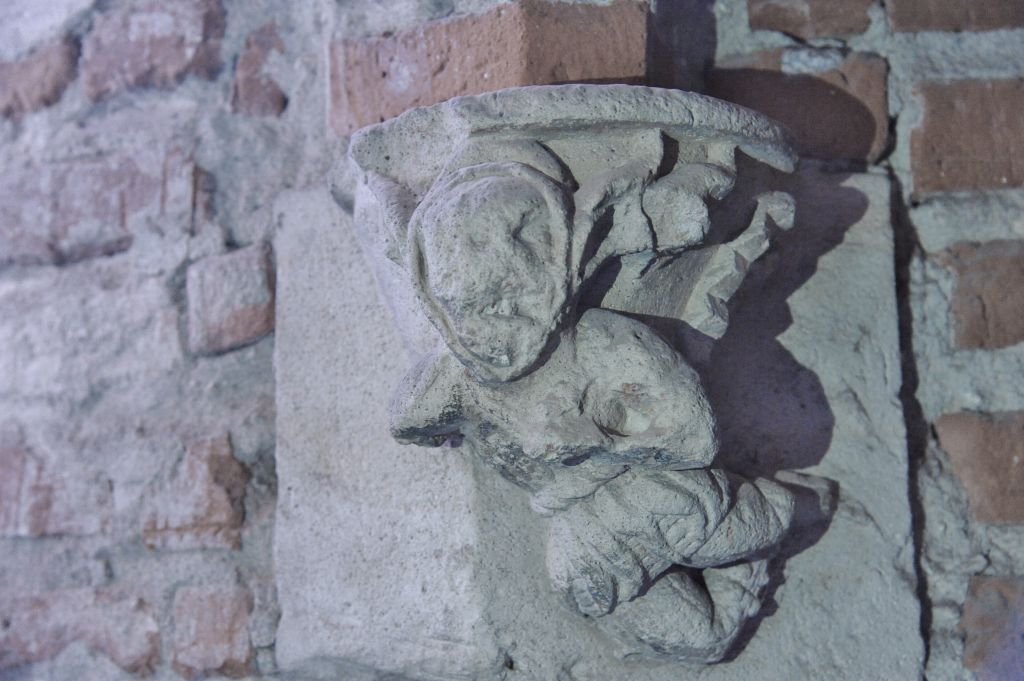
Culot sculpté de la tour